# ジェーン・スー
ジェーン・スー（1973年5月10日 - ）は、日本の音楽プロデューサー・作詞家・コラムニスト・ラジオパーソナリティ。音楽クリエイターチーム「agehasprings」に所属。独身。自称「未婚のプロ」。血液型はO型。生まれも育ちも東京都文京区。

## 名前の由来
「ジェーン・スー」の名前は芸名であり、自称「生粋の日本人」。外国人が割引されるプランがあったホテルに、外国人のふりをして宿泊した時に使った偽名をmixiのハンドルネームにし、そのまま芸名にした。名前の由来は、とっさに思い付いたアメリカ留学経験時代のルームメイト「ジェーン・ウェルチ」からだが、アジア人で「ウェルチ」は、おかしいという判断で「スー」に変更。

## 来歴

### 幼少時代
貴金属業を営む家庭に生まれる。一人っ子。2歳の頃から1年ほど、母の友人が運営していた幼稚園（プレスクール）に通園した後、駒込にある幼稚園に3年保育の予定で入園したが、校風が合わなかった。翌年、国立東京学芸大学附属である東京学芸大学教育学部附属幼稚園竹早園舎に抽選により入園、のびのびと育つ。この頃に本郷から小石川に引っ越しをした。
幼稚園からエスカレーター式に東京学芸大学附属竹早小学校、東京学芸大学附属竹早中学校と内部進学をする。高校は内申点が不足していたため外部の学校を受験することになった。

### 学生時代
浦和明の星女子高等学校卒業後、フェリス女学院大学文学部入学。大学在学中、早稲田大学のサークル「ソウルミュージック研究会」に所属。このサークルには、当時プロデビューする前のRHYMESTER（宇多丸、Mummy-Dは先輩、DJ JINは同期）がおり、旧知のサークル仲間である。
「ソウルミュージック研究会」のパーティーで、西麻布のクラブ「Yellow」でブラン・ニュー・ヘヴィーズの「Never Stop」を歌っていたところ、MELLOW YELLOWのKOHEI JAPANに認められ、1995年のアルバム「MELLOW YELLOW BABY」に3曲、ボーカリストとして参加している。
大学在学中にアメリカのミネアポリスに1年留学。1995年に帰国。翌1996年に大学を卒業。

### 会社員時代
大学卒業後、エピックレコードジャパンに入社。直後、センチメンタル・バス、葛谷葉子、などの宣伝を担当。その後知人の紹介でユニバーサルミュージックに転職。9年間勤務した後にメガネ販売会社Zoffに転職、3年ほど商品企画から店頭施策まで携わる。24歳の時に母親が他界。その後、交際していた恋人と暮らすために実家を出る。

### 会社退職後
会社員時代の終わりには大失恋を経験して体重が25kg減る。35歳で退社。株で失敗して借金を負った父の元に戻り、家業を手伝う。しかし、再び同居を始めた父とは折り合いが悪く、程なくストレスを抱え込むようになった。その後、家業の後始末をするにあたり実家を売却する手はずを整え、自身の貯金も注ぎ込む。再び父と別居。

### コラムニスト
mixiで書いていた日記が女性向けファッション雑誌『GINGER』の編集者の目に留まったのがきっかけで、コラムを書くようになりコラムニストデビュー。後に雑誌やラジオなどへ進出するようになった。
しかし、定期的な文筆依頼があったわけではなく、コラムの連載も1年で終了し低迷期を迎える。当時のことを本人は「10円でも安いティッシュペーパーを求めて、ドラッグストアをハシゴした。買いたい靴も値段を見て買えなかった」、と振り返っている。

### 音楽制作
エピックレコードジャパン社員時代に同僚だった玉井健二が2004年に設立した会社「agehasprings」の事務作業などを手伝うようになり、この時、通常業務ではない作詞も依頼されたのが、作詞家デビューのきっかけとなる。

### ラジオ
ラジオ出演のきっかけは、旧知の仲であった高橋芳朗と古川耕が、2011年にTBSラジオで新番組を立ち上げるにあたり、コーナーゲストとして彼女に出演を依頼。番組を聞いていた局編成担当者の希望でその後も数回の出演をする。さらに『ライムスター宇多丸のウィークエンド・シャッフル』にゲストとして複数回の出演。その後『ザ・トップ5』のレギュラーコメンテーターに抜擢され、2011年10月より3シーズンにわたり務める。『ザ・トップ5』の番組終了と同時に、2014年4月より2016年4月まで自身の冠番組となる『週末お悩み解消系ラジオ ジェーン・スー相談は踊る』のメインパーソナリティーとして出演。2016年4月より、毎週月〜木曜日の生放送番組『ジェーン・スー 生活は踊る』でパーソナリティーを務める。

### 作家
文筆業の低迷期に、自己紹介代わりに書き始めたブログの反応が良く、多数の出版社から出版依頼が舞い込む。そのうちの1社＝ポプラ社より、ブログをベースに『私たちがプロポーズされないのには、101の理由があってだな』を2013年10月に出版。各販売ランキング上位に入り、作家としてブレイクする。2015年、『貴様いつまで女子でいるつもりだ問題』で第31回講談社エッセイ賞受賞。

## 人物
足のサイズは25センチ。下戸である。
両親が結婚して8年目に授かった一人っ子（ひとり娘）であり、実家も裕福であったため幼少期より多くの習い事、稽古事をする。

### 趣味・特技
かつて雑誌『Olive』の継続的な読者であった。格闘技観戦が趣味である。自身もボクシングジムへ通っていた事がある。「Nissenジャンキー」と自ら呼ぶほどの通販愛好者。キリンジのファンである。これは、自身が大失恋をして深く落ち込んでいた当時、楽曲「Drifter」を繰り返し聞き励まされたことに由縁。キリンジを「恩人」と称する。笑点の観覧に7度行ったことがある。またプロレスファンを公言し、団体問わずいろいろな会場で観戦されていることをSNSや自身の番組で話している。

### 家族
24歳の時に母親を亡くし、それ以降父親と2人家族で「限界家族」と称する。父親は「石原慎太郎と渡邉恒雄を足して2で割らない人」（本人談）であり、その個性的な性格が引き起こすエピソードが、ラジオ番組やインタビュー、自身のSNSなどに度々登場する。父が自営業を営んでいた時からの慣習で、毎年酉の市へ足を運び、商売繁盛の縁起物である熊手を購入している。ジェーン・スーとしての活動は父親に内緒にしており、また近い親戚にも口止めしていた。2014年8月、深夜のテレビに出ていたのを母方の従甥、従姪（いとこの子供）が見つけ、父親の耳に届いてしまった。父を中心に家族のことを綴ったエッセイ『生きるとか死ぬとか父親とか』が、文芸雑誌『波』（新潮社）に、2016年3月号から2017年8月号まで連載され、2018年5月18日に書籍化された。2021年4月からテレビ東京系「ドラマ24」でテレビドラマ化された。

## 受賞歴
2023年
- anan AWARD 2023 カルチャー部門

## 作詞
- Tomato n' Pine ほとんどの楽曲を「Kenji & Jane」の共同名義で作詞
- Negicco「ときめきのヘッドライナー」
- 田中隼人 x Jane Su Feat. IA 「クラウドライダー」
- 寺嶋由芙
  - 「カンパニュラの憂鬱」
  - 「猫になりたい!」
- Real Paradis
  - 「風と丘のバラード」
  - 「L.M.L.」
- fumika
  - 「隣にいたかった feat. WISE」（fumika・WISE・玉井健二との共作）
  - 「その声消えないよ feat. Sunya」（fumika・Sunya・玉井健二との共作）
  - 「旅立ちのベル feat.福田桃代」（fumika・玉井健二との共作）
  - 「snowflakes」（玉井健二との共作）
  - 「天国のドア」（玉井健二との共作）
  - 「終わらない花」（fumikaとの共作）
- PASSPO☆
  - 「バチェロレッテは終わらない」
  - 「NASA! 〜なんであいつ好きなんだ、嗚呼〜」
- でんぱ組.inc
  - 「惑星★聖歌〜Planet Anthem〜」
- 夢みるアドレセンス
  - 「急上昇ガール」

## プロデュース
- Tomato n' Pine（agehaspringsとの共同プロデュース）
- 土岐麻子 アルバム「BitterSweet」 -コンセプトプロデュース

## 脚本
- 世にも奇妙な物語 25周年記念!秋の2週連続SP 〜傑作復活編〜「ズンドコベロンチョ」（北川悦吏子との共同脚本）

## ライブ出演
- ニベア花王 8×4MEN presents TBSラジオ『タマフル&申し訳・サマーフェス2012』（2012年7月20日、代官山UNIT） - 1部タマフルフェス出演

## イベント出演
- 武蔵大学「第62回 白雉祭2014」（2014年11月2日）
- TBSラジオ大感謝祭・ラジフェス2014「相談は赤坂サカスで踊る」（2014年11月3日）
- 「ジェーン・スー相談は踊る」番組本発売記念イベント「相談は草月ホールで踊る」（2015年3月22日）

## テレビ
- ゴロウ・デラックス（2014年9月4日・2015年6月25日・2016年6月30日・2017年5月25日・2018年6月21日、TBS）
- 10匹のコブタちゃん 〜ヤセガマンしないTV〜（2013年1月21日 - 9月16日深夜、フジテレビ） - 一応「今週のリセットソング」（音楽コーナー）担当レギュラー
- ニュースの深層（2013年10月9日 - 11日、テレ朝チャンネル2） - 「私が“未婚のプロ”である101の理由」※ゲスト出演
- あさイチ（2023年6月2日、NHK総合）[19]

## ラジオ

### 放送中
- ジェーン・スー 生活は踊る （2016年4月11日 - 2020年9月25日 月曜〜金曜  2020年9月28日〜 月曜〜木曜　TBSラジオ）

### 過去

#### レギュラー
- ザ・トップ5シリーズ（TBSラジオ）
  - シーズン1（2011年10月4日 - 2012年3月29日） - 毎週木曜日のレギュラーコメンテーター。
  - ザ・トップ5〜リターンズ（シーズン2、 2012年10月2日 - 2013年3月26日） - 毎週火曜日のレギュラーコメンテーター。
    - ザ・トップ5〜リターンズ・リターンズ〜（2013年6月11日） - 4時間の特別番組。聴取者の投票で、不在の小林麻耶の代役にも選ばれる。

  - シーズン3（2013年10月1日 - 2014年3月24日） - 毎週火曜日のレギュラーコメンテーター。
    - ザ・トップ5 ザ・ワールド〜世界のランキングSP〜（2014年6月10日） - 前年と同じ4時間の特別番組。
- 赤江珠緒 たまむすび・小林悠 たまむすび(- 2016年3月9日、TBSラジオ） - ゲストとして数回出演。2013年10月 - 2016年3月まで、毎月第2水曜日の「おもしろい大人」のコーナーに月1回、レギュラー出演。
- 週末お悩み解消系ラジオ ジェーン・スー相談は踊る（2014年4月5日 - 2016年4月9日） - 初のメイン パーソナリティ。
- ORDINARY FRIDAY〜つまりシケた金曜日〜（2012年2月 - 2016年3月、ソラトニワ原宿毎週金曜 20時 - 22時） - 原宿のミニFMのレギュラー番組、略称シケ金[20]

#### ゲスト出演
- 高橋芳朗 HAPPY SAD（2011年5月22日・2012年1月2日・5月3日、TBSラジオ）
- ライムスター宇多丸のウィークエンド・シャッフル（2011年9月17日、TBSラジオ） - 特集コーナーにゲストとして出演し、以後数度出演[21][22][23][24][25][26]。寸劇のナレーションを担当した回もある[27]。
- 土曜朝イチエンタ。堀尾正明+PLUS!（2013年12月6日、TBSラジオ）
- 東京ポッド許可局（2013年12月28日・2014年12月27日・2021年3月2日、TBSラジオ）
- 川瀬良子のワンダフル・ガーデン（2013年5月1日、soraxniwa FM）
- GOLD RUSH（2013年6月7日・2013年12月20日、J-WAVE）[28]・2014年12月19日[29]
- アポロン（2013年6月10日、2013年12月24日、2014年4月15日、TOKYO FM）
- 久保ミツロウ・能町みね子のオールナイトニッポン（2013年10月15日、ニッポン放送）
- おはようパーソナリティ道上洋三です（2013年11月15日、ABCラジオ）
- 柳原可奈子のワンダフルナイト（2014年1月12日、19日、9月21日、ニッポン放送）
- GROWING REED（2014年7月14日、J-WAVE）
- 押切もえのTOKYO DISCOVERY（2014年8月2日、文化放送）
- よんぱち 48hours 〜WEEKEND MEISTER〜 （2014年8月15日、TOKYO FM）
- ラジオあさいちばん（2014年11月30日、NHKラジオ第1放送） - 「著者に聞きたい本のツボ」のコーナー。
- 緋田康人のOLERA（2014年12月25日、TBSラジオ）
- 松任谷正隆 DEAR PARTNER（2014年12月28日、JFN）
- 久米宏 ラジオなんですけど（2015年2月14日、TBSラジオ）
- ロンドンブーツ1号2号 田村淳のNewsCLUB（2015年3月16日、23日、文化放送）
- 荻上チキ・Session-22（2015年4月22日、2016年6月16日、TBSラジオ）
- 爆笑問題の日曜サンデー（2015年5月31日、TBSラジオ） - 「ここは赤坂応接間」コーナーゲスト。
- たまむすび（2016年6月3日、2018年12月18日、2019年1月22日、TBSラジオ）[30]、7月4日[31]、9月11日[32]
- 伊集院光とらじおと（2016年12月13日、2018年7月30日、2019年1月22日、TBSラジオ）[33]、2月4日
- 都市型生活情報ラジオ 興味R（2017年4月24日、TBSラジオ）
- 大沢悠里のゆうゆうワイド土曜日版（2016年、2017年9月16日、2018年9月22日、2020年12月19日、TBSラジオ）[34]
- 山崎怜奈の誰かに話したかったこと。（2020年12月2日、Tokyo FM）
- 佐久間宣行のオールナイトニッポン0（2021年5月13日、ニッポン放送）
- ラジオ100年プロジェクト キクコトノミライ 第1回（2022年4月22日、NHKラジオ第1）[35]
- TBSラジオプレス（2022年10月21日、TBSラジオ）

#### 特別番組
- 新時代のコトバ会議（2021年1月1日、TBSラジオ）

## ポッドキャスト
- ジェーン・スーと堀井美香の「OVER THE SUN」（2020年10月2日 - 、毎週金曜）同世代の堀井美香との世間話を配信。
- VOGUE JAPAN Podcast「ジェーン・スーの恋愛相談箱」（2020年11月5日 - 2021年1月27日、毎週木曜）多様な愛の悩みに答える。年齢やジェンダーなどの固定観念にとらわれない、現代的な視点で解決の糸口を探る。
- 生活が踊る歌（毎週月曜、2021年1月11日 - ）Amazon Music独占配信。音楽コラムニスト・高橋芳朗との音楽話を配信。Amazon Musicにて高橋芳朗が選曲した楽曲をエピソード毎に「生活が踊る歌 Playlist」として提供。
- となりの雑談（2023年2月7日 - 、毎週火曜）「雑談のプロ」桜林直子との雑談を配信。なお、2023年4月6日から南海放送（木曜6:45 - 7:00、2023年9月28日まで）を皮切りに、静岡放送（金曜17:45 - 18:00）・北陸放送（日曜15:00 - 15:15[36]）・RSK山陽放送（土曜18:15 - 18:30[37]）で、ディレクターズカット版を順次放送開始。さらに同年10月から東北放送（金曜18:15 - 18:30）・2024年4月6日から中国放送（土曜21:45 - 22:00）・四国放送（土曜16:00 - 16:15）でもネット開始。

## 連載
新聞
- 日本経済新聞 夕刊コラム（2017年7月 - 12月）

雑誌
- GQ JAPAN「ジェーン・スー＆高橋芳朗の紳士のためのラブコメ映画ガイド」（2017年 - 2018年）
- 波「生きるとか死ぬとか父親とか」（2016年3月号 - 2017年8月号）
- Oggi「実録・おんなの動物園」（2015年3月28日 - ）
- AERA「今夜もカネで解決だ」（2014年12月22日 - ）
- クレア「今月の踏み絵」（2014年2月7日 - ）
- ゴーゴーバンチ
  - コラム「好きすぎて困るんだってば!」（2014年1月9日 - ）
  - 漫画原作「未中年〜四十路から先、思い描いたことがなかったもので。〜」（2015年7月 - ）[38]
- BIRD
- GINGER（2009年 - 2010年）

WEB
- UOMO（2018年12月 - [39]）
- 女性向け恋愛WEBマガジンAM「はい、こちらジェーン・スー チャット相談室です。」（2013年6月28日 - 2014年2月6日）

## 単発

### 雑誌
- 週刊文春 2016年6月30日号 「阿川佐和子のこの人に会いたい」（対談）
- andGIRL4月号 インタビュー2015年3月12日
- with4月号「貴様いつまで王子様を待ってるつもりだ問題」2015年2月28日
- フィガロジャポン 2015年2月号 - 山内マリコとの対談 2015年1月20日
- BRUTUS №793 2015年1月13日
- 月刊販促会議 2015年2月号 No.202「My Favorites 私の買ったもの、行った場所 vol.9」2014年12月29日
- 考える人 No.51 2015年冬号「【私の家族】父76歳、娘41歳」2014年12月25日
- 小説すばる1月号「わたしの逃避術」2014年12月17日
- DRESS 2015年1月号「“ときどき連載”北川悦吏子の恋愛塾」2014年12月1日
- AERA
  - 2014年11月3日号「女子」はいつまで? はあちゅうとの対談 2014年10月27日
  - 2014年3月31日号「無から生まれる幸せ-結婚幻想」2014年3月24日
- 小説現代11月号 コラム「思い出の映画」2014年10月22日
- FRaU 2014年11月号「鍛えねば廃すたる、30歳からのカラダ」2014年10月11日
- DRESS 2014年10月号「女の賞味期限ってなんでしょう?甘糟りり子との対談」2014年9月1日
- 久谷女子便り 第八号「WEB女子と《華麗なる加齢》」2014年8月17日
- KAMINOGE vol.32 青木真也と対談 2014年7月23日
- an・anNo.1915「今の時代に、好かれる女は?」2014年7月23日
- BUBKA 2014年8月号「Negicco×ジェーン・スー」2014年6月30日
- Domani 2014年6月号「私、これがやめたい!」2014年5月1日
- POPEYE №804 2014年3月10日、№813 2014年12月9日
- VERY2014年3月号「西森路代との対談。未婚のプロの仮想敵?日本一幸せなVERY妻に物申す!」2014年2月7日
- 週刊プレイボーイ2月3日号　連載「婚活廃人」のゲスト 2014年1月20日
- 週刊朝日 2013年11月1日号「アラサー・アラフォー女子が絶賛する未婚のプロ」2013年10月22日
- AneCan 11月号「妻にするならこんな人」2013年10月7日

### Web
- 文藝春秋WEB 2015年2月17日[40]
- シティリビング 1月23日号「ジェーン・スーのお言葉」2015年1月23日
- 朝日新聞デジタル おんなのイケ麺 2014年11月13日[41]
- eltha 2014年10月31日[42]
- 大手小町 2014年9月11日[43]
- サイボウズ式 2014年7月28日[44]
- マキタジャーナル 2014年4月25日[45]
- シティリビング 4月11日号「未婚のプロの先輩から後輩または予備軍へ」2014年4月11日
- cakes 2014年3月 - 4月[46]
- マイナビニュース 2013年12月26日[47]
- 女子SPA! 2013年11月23日[48]

## 著書
- おつかれ、今日の私。（2022年12月8日、マガジンハウス、ISBN 978-4-8387-3229-6）
- きれいになりたい気がしてきた（2022年2月24日、光文社、ISBN 978-4-334-95292-1）
- 女のお悩み動物園（2020年11月6日発行、小学館、ISBN 978-4093426183）
  - Oggiでの連載をOggiブランド室が編集したもの
- これでもいいのだ!（2020年1月8日発行、中央公論社、ISBN 978-4120052576）
  - 婦人公論での連載をまとめたもの
- 女に生まれてモヤってる!（2019年6月27日発行、小学館、ISBN 978-4093887076）
  - 脳科学者中野信子との対談、共著
- 私がオバさんになったよ（2019年3月14日発行、幻冬舎、ISBN 978-4344034419）
  - 対談集。対談者：光浦靖子、山内マリコ、中野信子、田中俊之、海野つなみ、宇多丸、酒井順子、能町みね子
- 生きるとか死ぬとか父親とか（2018年5月18日発行、新潮社、ISBN 978-4103519119、文庫版2021年2月27日発行、ISBN 978-4101025414）
  - 「波」の連載に大幅に加筆訂正したもの。帯は阿川佐和子による。
  - テレビ東京系「ドラマ24」枠にてテレビドラマ化された（2021年4月10日 - 6月26日）。主演は吉田羊、國村隼。
- 未中年〜四十路から先、思い描いたことがなかったもので。〜（2017年4月8日発行、新潮社、ISBN 978-4107719683）
  - コミックの原作を担当。漫画はナナトエリ。
- 今夜もカネで解決だ（2017年3月21日発行、朝日新聞出版、ISBN 978-4023315785）
  - 2016年からトークイベントなどで共演した野宮真貴による帯宣伝は「女性版『孤独のグルメ』マッサージ編。日本のすべての働く女性、必読の書です。」
- 女の甲冑、着たり脱いだり毎日が戦なり。（2016年5月28日発行、文藝春秋、ISBN 978-4-16-390461-0）
  - 主に「CREA」の連載エッセイの単行本化。書き下ろしを含む。
- 貴様いつまで女子でいるつもりだ問題（2014年7月24日発行、幻冬舎、ISBN 978-4344026049、文庫版 2016年4月12日発行、ISBN 978-4344424647）
- 私たちがプロポーズされないのには、101の理由があってだな（2013年10月11日発行、ポプラ社、ISBN 978-4591136201）
  - この本についての記事が『週刊朝日』2013年11月1日号に掲載された[49]。この記事に東京都出身であることなどが記載されている。
  - この本を原作としたLaLa TV 開局15周年記念特別ドラマ（全101エピソード）が放送された（2014年11月4日 - 12月23日）。
  - 台湾でも翻訳本が発売される。現地でのタイトルは『我門無法被求婚的101 理由』。
- 女らしさは誰のため？（2023年6月1日、小学館、ISBN 978-4098254545）
  - 脳科学者の中野信子と共著。

## その他
- Negicco
  - 『Melody Palette』（2013年7月17日） - クリエイティブ・ディレクション
  - 「ときめきのヘッドライナー」（2013年11月6日） - クリエイティブ・ディレクション
  - 「矛盾、はじめました。」（2016年3月29日） - 帯コメント